# روبرت ویرینکس
روبرت ویرینکس (انگلیسی: Robert Wierinckx; ۱۲ آوریل ۱۹۱۵ – ۲۹ دسامبر ۲۰۰۲) دوچرخه‌سوار اهل بلژیک بود.